# George Gregan
George Gregan (Lusaka, Zàmbia, 19 d'abril de 1973) és un exjugador australià de rugbi que jugava en la posició de mitja melé.
George Gregan va jugar amb els Ualabis quatre mundials, a Gal·les 1999 va formar una de les frontisses més recordades de la història al costat de Stephen Larkham i es va consagrar com a campió del Món.
Té el rècord de partits jugats en la seva selecció i a nivell mundial, per davant de Jason Leonard i Fabien Pelous.

## Biografia
Gregan va néixer a Zàmbia, d'una mare zimbabuense i pare australià. La seva família es va traslladar a Austràlia quan tenia un any d'edat i es va criar a Canberra, on estudià a la Universitat de Canberra i es va graduar amb una Llicenciatura en Educació Física. Es va formar esportivament i va jugar com a professional als Brumbies fins a 2007, quan es va retirar.
Ell i la seva esposa Erica tenen tres fills, Max, Charlie i Jazz. Max va ser diagnosticat amb epilèpsia l'any 2004 i George va crear la Fundació George Gregan l'any 2005 després de passar temps amb Max a l'hospital. La fundació recapta fons per construir parcs infantils als hospitals i per al finançament dels metges que s'especialitzen en l'epilèpsia.

### Selecció nacional
Va debutar amb el combinat australià als 21 anys l'any 1994, en un partit contra Itàlia. Va guanyar el Rugbi Championship els anys 2000 i 2001. L'any 2004 va ser triat capità fins a la seva retirada l'any 2007. En total va jugar 139 partits amb la seva selecció i va anotar 99 punts.

### Participacions en Copes del Món
Gregan va jugar Sud-àfrica 1995 on els Wallabies van ser derrotats en quarts de final pel XV de la rosa.
Els Wallabies van arribar a Gal·les 1999 amb jugadors com Stephen Larkham, Chris Latham, Matt Burke i el mateix Gregan. Van guanyar el seu grup còmodament davant Romania, els XV del trèvol i USA. En quarts de final van superar a l'amfitrió Gal·les 24-9, després a semifinals es van enfrontar al campió vigent Sud-àfrica, en un partit molt parell que va acabar en empat a 18 i va haver de jugar-se el temps extra. El partit estava empatat 21-21 quan Gregan va passar la pilota a Larkham i aquest va xutar un drop a gol de 48 metres. Un cop de càstig de Burke definiria el partit 21-27. Finalment els Wallabies van vèncer 35-12 a França i es van consagrar com a campions del món per segona vegada a la seva història, sent la primera selecció a aconseguir-ho.
| Mundial                       | Seu        | Resultat        | PJ | Assaigs |
| ----------------------------- | ---------- | --------------- | -- | ------- |
| Copa Mundial de Rugbi de 1995 | Sud-àfrica | Quarts de final | 4  | 0       |
| Copa Mundial de Rugbi de 1999 | Gal·les    | Campió          | 6  | 2       |
| Copa Mundial de Rugbi de 2003 | Austràlia  | Subcampió       | 7  | 1       |
| Copa Mundial de Rugbi de 2007 | França     | Quarts de final | 5  | 0       |